# Patrick Flueger
Pour les articles homonymes, voir Flueger.
Patrick John Flueger est un acteur américain né le 10 décembre 1983 à Red Wing dans le Minnesota.

## Biographie
Patrick John Flueger est né le 10 décembre 1983 à Red Wing dans le Minnesota. 

### Vie privée
Patrick John Flueger a été en couple de 2005 à 2008 avec Carly Pope.
De 2010 à 2013 il a été en couple avec Briana Evigan.
Depuis 2018, Il est en couple avec l’actrice et mannequin Reem Amara.

## Carrière
Il commence sa carrière au cinéma en 2001 dans Princesse malgré elle.
En 2003, il apparaît dans un épisode de plusieurs séries tels qu'Amy, Boston Public, JAG, Les Experts : Miami.
De 2004 à 2007 il a tenu le rôle de Shawn Farrell dans la série Les 4400. En 2009, il joue dans le film Brothers.
Depuis 2014, il tient le rôle du détective Adam Ruzek dans la série télévisée Chicago Police Department.

## Filmographie

### Cinéma
- 2001 : Princesse malgré elle (The Princess Diaries) de Garry Marshall : Jeremiah Hart
- 2005 : Burt Munro de Roger Donaldson : Rusty
- 2007 : You Are Here d'Henry Pincus : Ryan
- 2009 : Kill Theory (en) de Chris Moore (en) : Michael
- 2009 : The Job de Shem Bitterman : Bubba
- 2009 : Brothers de Jim Sheridan : Joe Willis
- 2010 : Mother's Day de Darren Lynn Bousman : Ike Koffin
- 2011 : Footloose de Craig Brewer : Chuck Cranston
- 2015 : Loaded de Chris Zonnas : Ethan
- 2016 : Lawless Range de Sean McGinly : Sean Donnelly
- 2016 : The Tell-Tale Heart de John La Tier
- 2017 : The Super de Stephan Rick : Phil Logan

#### Courts métrages
- 2010 : VideoDome Rent-O-Rama d'Alexa Sheehan : Dick
- 2013 : Present Trauma de Mark Manalo : Keith

### Télévision

#### Séries télévisées
- 2002 : Septuplets : Zeke Wilde
- 2003 : Amy (Judging Amy) : Mark Thurber
- 2003 : Les Experts : Miami (CSI : Miami) : Brad Kenner
- 2003 : Boston Public : Joseph Prager
- 2003 : Parents à tout prix (Grounded for Life) : Caleb
- 2003 : JAG : Premier Maître Miles Yates
- 2003 : The Pitts : "Pipe" Keith
- 2004 : Tout est relatif (It's All Relative) : Lance
- 2004 : New York, unité spéciale (Law and Order : Special Victims Unit) (saison 5, épisode 15) : Aidan Connor
- 2004 - 2007 : Les 4400 (The 4400) : Shawn Farrell
- 2010 : Scoundrels : Logan et Clavin "Cal" West
- 2013 : Esprits criminels (Criminal Minds) : Paul Westin
- 2013 : Warehouse 13 : Ranger Evan Smith
- 2014 - 2016 / 2018 - 2021 : Chicago Fire : Détective Adam Ruzek
- 2014 - présent : Chicago P.D : Détective Adam Ruzek
- 2019 : Chicago Med : Détective Adam Ruzek
- 2022 : 4400 : Caleb Seacrest

#### Téléfilms
- 2003 : Twelve Mile Road de Richard Friedenberg : Will Coffey
- 2004 : Paradise de Frank Pierson : Luke Paradise
- 2013 : Hatfields & McCoys de Michael Mayer : Jake McCoy